# Comisión del Mapa Geológico del Mundo

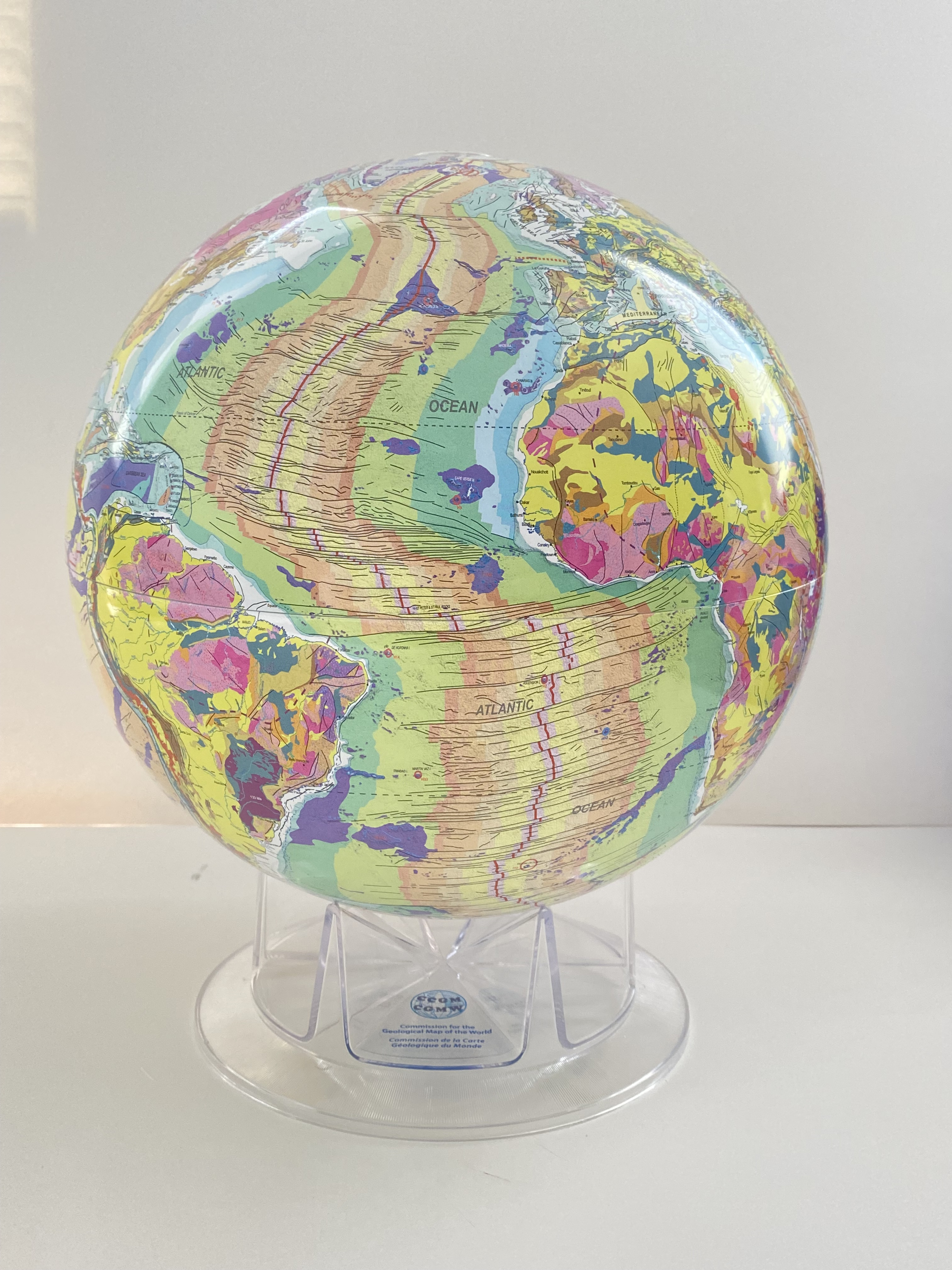
Globo terráqueo geológico producido por la Comisión del Mapa Geológico del Mundo

La Comisión del Mapa Geológico del Mundo (CCGM en francés o CGMW en inglés)  es una organización no gubernamental (ONG) del ámbito de las ciencias de la Tierra, cuyos objetivos son la creación y difusión de mapas de su área, geológicos, geofísicos, recursos naturales, climáticos, etc., a pequeña escala: continentes, océanos o grandes regiones del planeta. Sus miembros son servicios geológicos nacionales y otras organizaciones oficiales. A su vez es miembro de la Unión Internacional de Ciencias Geológicas desde su fundación en 1961 y está reconocida por la UNESCO como ONG de rango A.
Es la segunda organización internacional más antigua en el campo de las Ciencias de la Tierra, después del Congreso Geológico Internacional. Tiene sus raíces en 1881, en el segundo Congreso Geológico Internacional, cuando se formó un comité para elaborar un mapa geológico del mundo. La Comisión se formalizo en 1913 en el seno del decimosegundo Congreso Geológico Internacional y, desde entonces, tiene su sede permanente en París.
La tabla de colores usada para representar las diferentes unidades cronoestratigráficas en los mapas geológicos compuestos por la Comisión del Mapa Geológico del Mundo ha sido adoptada por la Comisión Estratigráfica Internacional como colores estándar para la escala temporal geológica.

## Organización
La dirección está compuesta por un presidente, un secretario general, un secretario general adjunto y un consejero. Los grupos de trabajo se estructuran en subcomisiones, dirigidas a su vez por dos o tres personas (un presidente o vicepresidente, un secretario general y, en algunas, un secretario general adjunto).
La Asamblea General es bienal, alternado la sede entre los cuarteles generales de la UNESCO en París y el Congreso Geológico Internacional (de carácter cuatrienal). Durante la misma se analizan los programas en curso y se establecen los proyectos futuros.

### Subcomisiones continentales
- África
- América Central y del Norte
- Antártida
- Asia Oriental y del Sur
- Australia y Oceanía
- Europa
- Eurasia del Norte
- Oriente Medio
- Sudamérica

### Subcomisiones temáticas
- Mapas Tectónicos
- Mapas Metalogenéticos
- Mapas Magmáticos y Metamórficos
- Mapas de Riesgos Naturales
- Mapas de los Fondos Oceánicos
- Mapas Hidrogeológicos
- Mapas Geofísicos